# Josephine Crowell
Josephine B. Crowell, född 11 januari 1849 i Nova Scotia, Kanada, död 27 juli 1932 i Amityville, New York, var en kanadensisk-amerikansk skådespelare.

## Filmografi (i urval)
- 1911 – Her Mother's Sins
- 1913 – The Mothering Heart
- 1915 – Nationens födelse – Mrs. Cameron
- 1916 – Marthas löfte
- 1916 – Barnet från Montmartre
- 1916 – Skandalen i Sackville
- 1916 – Intolerance – Katarina av Medici
- 1916 – De gamla där hemma
- 1917 – Rebecka från Sunnybrookfarmen
- 1917 – Brorsdottern från USA
- 1918 – Lögnernas paradis
- 1918 – Världens hjärtan
- 1919 – Nummer sjutton Polly
- 1919 – Madame incognito
- 1919 – En boston i Boston
- 1920 – Boxardetektiven
- 1923 – Storgatan
- 1923 – Rupert av Hentzau
- 1923 – Hertiginnans drabant
- 1924 – Guld i strömmar
- 1924 – Svärmor kommer
- 1925 – Den gyllene bädden
- 1925 – Flickan som for till Mexiko
- 1925 – Den glada änkan
- 1926 – Saina - halvblodet
- 1926 – Synd som lockar
- 1926 – Genom livets bränningar
- 1927 – Mellan tre män
- 1927 – Konungarnas konung
- 1928 – Hurra, va' ja är bra!
- 1928 – Skrattmänniskan
- 1929 – Pippi i kvadrat